# Adam Ramstedt
Adam Ramstedt (ur. 24 lipca 1995 w Södertälje) – szwedzki koszykarz występujący na pozycji środkowego, obecnie zawodnik Norrköping Dolphins.
31 maja 2022 dołączył do GTK Gliwice. 26 stycznia 2022 opuścił klub, po czym ponownie dołączył do Norrköping Dolphins. 

## Osiągnięcia
Stan na 26 lutego 2022, na podstawie, o ile nie zaznaczono inaczej.

### Drużynowe
- Mistrz Szwecji (2016, 2019, 2021)
- Uczestnik rozgrywek międzynarodowych:
  - FIBA Europe Cup (2015–2018)
  - Ligi Mistrzów (2016/2017)

### Indywidualne
- MVP finałów ligi szwedzkiej (2021)
- Obrońca roku ligi szwedzkiej (2021)

### Reprezentacja
Seniorska
- Uczestnik:
  - europejskich:
    - kwalifikacji do:
      - mistrzostw świata (2017–2019 – 29. miejsce, 2021)
      - Eurobasketu (2020)

    - prekwalifikacji do mistrzostw świata (2017 – 1. miejsce)

Młodzieżowe
- Wicemistrz Europy U–20 dywizji B (2015)
- Uczestnik:
  - mistrzostw Europy:
    - U–20 (2014 – 19. miejsce)
    - U–18 dywizji B (2012 – 14. miejsce, 2013 – 6. miejsce)